# 비외르든 흘리뉘르 하랄손
비외르든 흘리뉘르 하랄손(아이슬란드어: Björn Hlynur Haraldsson, 1974년 12월 8일 ~ )은 아이슬란드의 배우이다.